# Diego Rolán
Diego Rolán, vollständiger Name Diego Alejandro Rolán Silva, (* 24. März 1993 in Montevideo) ist ein uruguayischer Fußballspieler, der momentan in der Segunda División bei Deportivo La Coruña unter Vertrag steht und an Deportivo Alavés ausgeliehen ist.

## Vereinskarriere

### Anfänge in Uruguay
Der je nach Quellenlage 1,76 Meter große Rolán ist der Großneffe des zweifachen Gewinners der Copa Libertadores und zweifachen Argentinischen Meisters Tomás Rolán. Sein Cousin Marcelo Romero nahm mit Uruguay an der Fußball-Weltmeisterschaft 2002 teil. Er startete seine Jugendkarriere bereits früh beim vierfachen uruguayischen Meister Defensor Sporting, zu dessen Jugendmannschaft er im Alter von elf Jahren stieß. Im Jahr 2011 wurde er als 18-Jähriger schließlich zur ersten Mannschaft befördert, wo er schon bald zu einer festen Größe wurde. In seiner ersten Saison 2011/12 stand er insgesamt 23-mal auf dem Platz und erzielte zwei Tore. Spätestens in der darauffolgenden Spielzeit wurde er zum Leistungsträger und Stammspieler. In der Hinserie (Apertura) wurde er 15-mal eingesetzt und erzielte acht Tore, darunter waren auch zwei Dreierpacks. Zudem absolvierte Rolán drei Begegnungen der Copa Libertadores für die Montevideaner.

### Girondins Bordeaux
Ende Januar 2013 verpflichtete der französische Erstligist Girondins Bordeaux den von dem Spielerberater Jorge Chijane betreuten Mittelstürmer. Dabei wird von einer Ablösesumme von 2,8 Millionen US-Dollar ausgegangen. Rolán unterschrieb einen Vertrag bis 2017 in Bordeaux. Zu seinem Debüt in der Ligue 1 kam er am 17. Februar 2013 bei einer 0:4-Niederlage gegen Olympique Lyon. Bereits am 14. Februar war er in der Europa League zu seinem Premiereneinsatz gekommen. Rolán absolvierte in der gesamten Rückrunde seiner ersten Saison in Frankreich sieben Ligaspiele (kein Tor). Am Saisonende stand zudem der Gewinn des Coupe de France zu Buche.
In der Spielzeit 2013/14, die sein Verein als Tabellen-Siebter beendete, kam Rolán zu 18 weiteren Ligue-1-Einsätzen und erzielte zwei Ligatore; dazu kamen vier Vorlagen. Auch wurde er zweimal in der Zweiten Mannschaft eingesetzt. In der Europa League 2013/14 lief er sechsmal auf. In diesem Wettbewerb blieb er allerdings torlos. Allerdings konnte er im dritten Gruppenspiel gegen APOEL Nikosia beim 2:1-Sieg am 24. Oktober 2013 ein Tor vorbereiten. Dennoch schied man als Gruppenletzter aus dem Wettbewerb aus.
In der Saison 2014/15, die Girondins als Tabellensechster abschloss, wurde er 36-mal in der Ligue 1 eingesetzt und traf 15-mal ins gegnerische Tor. Zusätzlich bereitete er vier weitere Tore vor. In dieser Spielzeit konnte er zum Leistungsträger avancieren. Im Coupe de France schied Girondins trotz eines Tores von Rolán in der 2. Runde mit 2:1 gegen Paris Saint-Germain aus. Wurde Rolán in der Hinrunde überwiegend als Rechtsaußen eingesetzt, war er in der Rückrunde etatmäßiger Mittelstürmer.
In der  Saison 2015/16 konnte Rolán in 31 absolvierte Ligabegegnungen sieben Tore erzielen. Zudem konnte er vier Tore vorbereiten. Nach einer Saison Abwesenheit, trat man erneut in der Europa League an. Zwar konnte er erstmals in vier Gruppenspielen am letzten Gruppenspieltag gegen Rubin Kazan ein Tor erzielen, allerdings schied die Mannschaft erneut in der Gruppenphase aus. Zuvor konnte sich Girondins Bordeaux in den Qualifikationsspielen gegen Kairat Almaty aus Kasachstan durchsetzen. Im Coupe de France erreichte man dieses Mal das Achtelfinale, schied dann allerdings gegen den FC Nantes aus. Im Coupe de la Ligue war im Halbfinale gegen OSC Lille Schluss.
Im Auftaktspiel zur Saison 2016/17 stand Rolán in der Startaufstellung und konnte beim 3:2-Sieg ein Tor gegen den AS Saint-Étienne beisteuern. Bis zum Saisonende lief er 29-mal in der Liga auf und erzielte neun Treffer.
Zur Saison 2017/18 wechselte er auf Leihbasis nach Spanien zum FC Málaga.

## Nationalmannschaft

### U- 20
Rolán debütierte am 5. Mai 2011 unter Trainer Juan Verzeri im Rahmen des Suwon Cups in der Begegnung mit Neuseelands U-20-Auswahl als U-20-Nationalspieler seines Landes. Bereits bei der Weltmeisterschaft 2011 stand er als 18-Jähriger im uruguayischen Aufgebot und kam einmal zum Einsatz. Anfang 2013 zählte er zum Kader der Celeste bei der U-20-Südamerikameisterschaft 2013. Dort bestritt er neun Partien und schoss vier Tore. Im Juli 2013 wurde er sodann bei der U-20-Fußball-Weltmeisterschaft 2013 in der Türkei Vize-Weltmeister mit Uruguay. Dabei wirkte er in fünf Spielen mit. Insgesamt kann Rolán bislang (Stand: 5. Juli 2013) 29 U-20-Länderspieleinsätze vorweisen, in denen er sieben Länderspieltore erzielte.

### Olympiaauswahl
Rolán gehörte zudem im Vorfeld der Olympischen Sommerspiele 2012 zum von Nationaltrainer Óscar Tabárez aufgestellten erweiterten Kader der U-23. Letztlich wurde er allerdings nicht nominiert.
Insgesamt (Stand: 5. September 2014) bestritt Rolán in den diversen uruguayischen Auswahlteams abseits der A-Nationalmannschaft nach Angaben des uruguayischen Fußballverbandes 31 Länderspiele und schoss sieben Tore. Eine genaue Zuordnung zu den Teams bleibt in dieser Aufstellung jedoch offen.

### A-Nationalmannschaft
Für die beiden Freundschaftsländerspiele gegen Japan und Süd-Korea am 5. und 8. September 2014 wurde Rolán von Nationaltrainer Óscar Tabárez in das Aufgebot der A-Nationalmannschaft berufen. Er debütierte schließlich am 5. September 2014 unter dem Trainergespann Celso Otero und Mario Rebollo mit einem Startelfeinsatz beim 2:0-Auswärtssieg im Freundschaftsländerspiel gegen Japan in der A-Auswahl. In der mit einem 2:1-Auswärtssieg endenden Partie gegen Chile am 18. November 2014 schoss er sein erstes Länderspieltor. Rolán war Mitglied des uruguayischen Aufgebots bei der Copa América 2015.
Bislang absolvierte er 17 A-Länderspiele und schoss drei Tore. Sein vorläufig letzter Einsatz in einem Spiel der Nationalmannschaft datiert vom 17. November 2015.

## Spielweise
Rolán wird eine hohe Geschwindigkeit bescheinigt und dazu eine starke Ballbehandlung. Er gilt als pfeilschneller und dribbelstarker Angreifer, der nicht nur auf beiden Flügeln, sondern auch als Hängende Spitze agieren kann.

## Erfolge
- U-20 Vize-Weltmeister: 2013
- Uruguayischer Vizemeister: 2011/12
- Französischer Pokalsieger: 2012/13